# Мумија (филм из 1999)
Мумија (енгл. The Mummy) је амерички акциони авантуристички филм из 1999. године по сценарију и режији Стивена Самерса. Главне улоге тумаче Брендан Фрејзер, Рејчел Вајс, Џон Хана и Арнолд Вослу. Ово је римејк истоименог филма из 1932. Радња филма прати авантуристу и ловца на благо Рика О'Конела који путује у Хамунаптру, Град мртвих, са библиотекарком Евелин Карнан и њеним старијим братом Џонатоном, где случајно буде Имхотепа, проклетог високог свештеника са натприродним моћима.
Развој филма трајао је неколико година, уз различите сценарије и редитеље који су били повезани са пројектом. Године 1997. године, Самерс је успешно представио своју верзију приче која је имала авантуристички и романтични тон. Снимање се обављало у Мароку и Уједињеном Краљевству, а током пројекта, екипа се сусрела са дехидратацијом, пешчаном олујом и отровним змијама током снимања на локацији у Сахари. Industrial Light & Magic је радио на визуелним ефектима, комбинујући стварне снимке и компјутерски генерисане слике како би створили насловну мумију. Оркестарску музику компоновао је Џери Голдсмит.
Јуниверсал пикчерс је премијерно приказао филм  7. маја 1999. године. Иако је добио мешовите критике, публика га је позитивно прихватила, а филм је зарадио више од 418 милиона долара широм света уз буџет од 80 милиона, чиме је постао шести најпрофитабилнији филм 1999. године. Филм је добио два наставка: Повратак мумије (2001) и Мумија: Гробница Змаја Императора (2008). Такође, из овог филма су настали спинофи, као што су анимирана серија и приквел Краљ Шкорпион (2002), који су такође имали наставке. Покушаји да се обнови франшиза довели су до нове филмске адаптације из 2017. године.

## Радња
У древном египатском граду Теби у 13. веку пре Христа високи свештеник и чувар мртвих, Имхотеп (Арнолд Вослу), тајно се састаје са конкубином фараона Сетија I, по имену Анк-су-намун (Патрисија Веласкез). Ухваћени од фараона, убијају га. Имхотеп, да би спасио своју вољену Анк-су-намун од гнева Меџаја, чувара фараона, појављује се као једини кривац и врши самоубиство. Имхотеп тајно краде њено тело под окриљем ноћи и заједно са верним свештеницима одлази у град мртвих и главну ризницу Египта, Хамунаптру, да изврши церемонију васкрсења, упркос ризику да навуче гнев богова. Користећи црну Књигу мртвих извучену из светилишта и пет светих балдахина са органима Анк-су-намун, Имхотеп успева да врати њену душу са другог света, али Међаји, који су следили Имхотепа и његове присталице, их прекидају и не дозвољавају им да се обред заврши и да се душа Анк-су-Намун врати у подземни свет. Као казну за ово неопростиво светогрђе, Имхотепови свештеници су живи мумифицирани, а сам Имхотеп је осуђен на Хом-Даи, најстрашније од древних погубљења, толико страшно да никада раније није коришћено: Имхотепов језик је одсечен и он је жив закопан, у саркофагу испод статуе Анубиса, бога смрти и таме, осуђујући га на вечне муке. Меџаји и њихови потомци поставили су себи задатак да спрече повратак Имхотепа из мртвих, јер ако се то догоди, тада ће, поседујући вековну снагу, моћ древног песка и славу непобедивости, Имхотеп обрушити талас смрти и уништења на Земљи и по целом човечанству.
Године 1923. амерички капетан Рик О’Конел (Брендан Фрејзер) служи у француској Легији странаца у Хамунаптри, несвестан зла које вреба испод. Град нападају Арапи, вођа одреда француске Легије странаца напушта град и оставља Рика на челу одреда. О’Конел води своје колеге легионаре да успешно збришу многе Арапе, али како битка траје, све више и више легионара убијају Арапи, док само О’Конел и још један легионар, човек по имену Бени Габор (Кевин Џ. О’Конор), не преживе. О’Конел пуца у многе Арапе својим пиштољима, али је бројчано надјачан када му понестане метака. Арапи га сатерају у ћошак, али не могу да пуцају, јер су њихови коњи уплашени нечим у песку; овиме, Арапи напуштају Хамунаптру, остављајући О’Конела самог, да се суочи са оним што је у песку, док га покрети у песку не отерају. Док бежи у пустињу, О’Конел примећује групу људи на коњима, који га посматрају из даљине, Меџаје, који одлучују да га не убију, већ га пусте у пустињу, верујући да тамо неће преживети.
Три године касније, Рик је заробљен и чека погубљење, али га спасавају библиотекарка Евелин „Иви“ Карнахан (Рејчел Вајс) и њен брат Џонатан (Џон Хана), да би сазнали пут до древног града мртвих.
На путу до свог одредишта, путници сусрећу америчку групу ловаца на благо које предводи Бени Габор, дезертер из Риковог одреда. У Хамунаптри, Меџаји, предвођени Ардет Бејем (Одед Фер), траже од путника да напусте град, упозоравајући на опасности које овде вребају. Међутим, експедиције настављају да ископавају и откривају саркофаг, Књигу мртвих и балдахине са очуваним органима Анк-су-намун. Из радозналости, Евелин чита страницу из древне књиге наглас и, несвесно, пробуди Имхотепа. Да би довршио оно што је започео и поново се ујединила са Анк-су-намун, оживљена мумија, која носи десет египатских зала, жели да се поново роди и прогони чланове експедиције, који су нарушили њен мир, у чему му помаже Бени (који је преживео сусрет са Имхотепом, изговарајући молитве на хебрејском, а Јевреји су, како се Имхотеп сећао, били робови у Египту), рачунајући на великодушну награду.
Тражећи начин да зауставе Имхотепа, Рик, Евелин и Џонатан се састају са Ардетом у музеју. Ардет претпоставља да Имхотеп жели поново да васкрсне Анк-су-намун и планира да то учини жртвовањем Евелин. Евелин верује, да ако је Књига мртвих вратила Имхотепа у живот, онда Златна књига Амон-Ра може поново да га убије, и закључује где се књига налази - скривена је испод статуе Хоруса, бога светлости. Имхотеп сатера групу са војском робова. Евелин пристаје да прати Имхотепа ако поштеди остале. 
Имхотеп, Евелин и Бени вратили су се у Хамунаптру, а прогонили су их Рик, Џонатан и Ардет. Имхотеп се спрема да жртвује Евелин, али она побегне након интензивне битке са Имхотеповим мумифицираним свештеницима и војницима. Док Евелин чита из књиге Амон-Ра, Имхотеп поново постаје смртан и Рик га смртно убоде мачем у стомак. Држећи се за рану, Имхотеп се спотакне и уђе у Реку смрти. Брзо се разграђујући, Имхотеп поново напушта свет живих, али не пре него што се закуне на окрутну освету и каже да је „Смрт само почетак“.
Док сакупља Хамунаптрино благо, Бени случајно активира древну замку и постаје плен скарабеја месождера, који га поједу у трен ока. Рик, Џонатан и Евелин излазе из Хамунаптре, а град мртвих је сведен на пешчане рушевине. Прилази им и Ардет бег, који је успео да се извуче, и говори јунацима да су победивши Имхотепа заслужили поштовање и захвалност Меџаја. Након што их је благословио именом великог Алаха, Ардет одлази по свој народ, док се Џонатан жали да ће морати да се врати празних руку, али Рик не мисли тако, јер је пронашао своје благо - Евелин: Рик и Евелин се спајају у пољупцу љубави. Трио преживелих хероја, одјаше у залазак сунца на камилама, несвесни да је похлепни Бени натрпао на камиле, вреће благом срушене Хамунаптре.

## Улоге
| Глумац              | Улога                 |
| ------------------- | --------------------- |
| Брендан Фрејзер     | Рик О’Конел           |
| Рејчел Вајс         | Евелин Карнахан       |
| Џон Хана            | Џонатан Карнахан      |
| Арнолд Вослу        | Имхотеп               |
| Кевин Џејмс О’Конор | Бени Габор            |
| Одед Фер            | Ардет Беј             |
| Патрисија Веласкез  | Анк-су-Намун          |
| Џонатан Хајд        | доктор Ален Чемберлен |
| Ерик Ејвари         | доктор Теренс Беј     |
| Омид Џалили         | управник Гад Хасан    |
| Стивен Данам        | Хендерсон             |
| Кори Џонсон         | Данијелс              |
| Так Воткинс         | Бернс                 |